# Radio Haïti-Inter
Radio Haïti-Inter, également connue sous le nom de Radio Haïti International, était une station de radio haïtienne. Elle était diffusée en AM et en FM. Elle fut fondée en 1935. Elle s'est distinguée en luttant contre la dictature des Duvalier. En 1980 le régime ferme la station et procède à l'arrestation de ses journalistes, certains partant en exil. Elle reprend son activité en 1986 après la chute de Jean-Claude Duvalier, mais ferme à nouveau en 1991 après le coup d'État contre Jean-Bertrand Aristide. Elle rouvre en 1994, après le retour d'Aristide. Jean Dominique, directeur de la station, est assassiné le 3 avril 2000. Sa veuve, Michèle Montas, reprend la direction de la radio. Radio Haïti-Inter cesse son activité en 2003 à la suite des menaces dont les employés de la station étaient l'objet. 
En août 2019, à Paris, une webradio et un site web d’information culturelle sont recréés à Paris, avec Guy Ferolus comme responsable de rédaction et de publication.